# Baabdat
Baabdat è una località libanese nel distretto di al-Matn sul monte Libano a 22 chilometri da Beirut. Situata ad un'altitudine tra gli 800 e 1100 m.s.l.m, la foresta di pini che circonda la località la rende molto frequentata d'estate da coloro che scappano dalle congestionate città sulla costa, soprattutto dalla capitale Beirut.
Gli abitanti sono prevalentemente cristiani maroniti o cattolici.
Ai tempi dell'impero romano i taglialegna di Baabdat trasportavano i tronchi nei contieri navali romani a Beirut.
Sono originari di Baabdat l'ex-presidente libanese Émile Lahoud, il politico, ministro e ambasciatore negli Stati Uniti Émile Lahoud, la regista e produttrice cinematografica Nadine Labaki e il padre dell'attrice Salma Hayek.